# Carlo Fornara

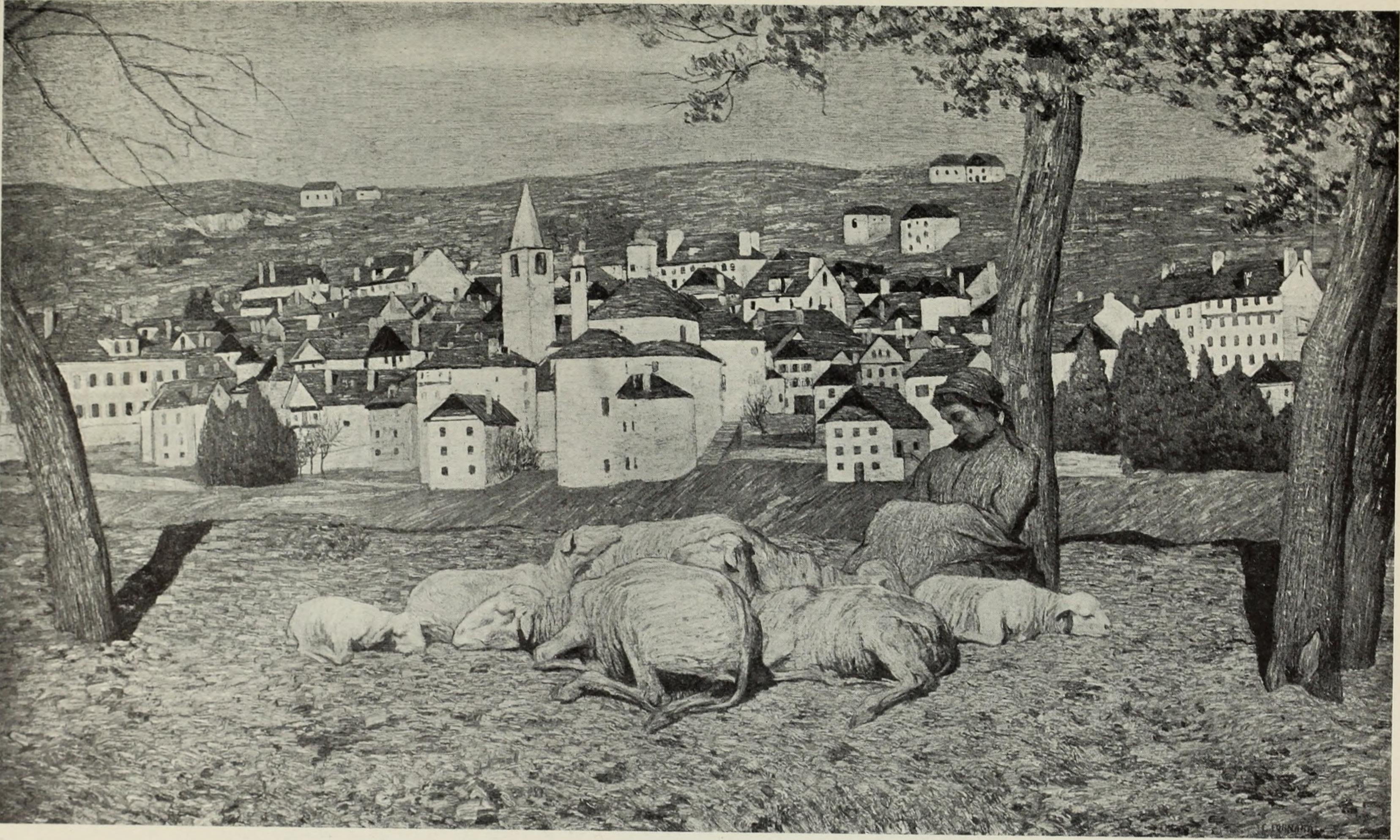
Midi d'hiver.

Carlo Fornara, né le 21 octobre 1871 à Prestinone (une frazione de Craveggia, en Italie), et mort le 15 septembre 1968 dans la même commune, est un peintre italien.

## Biographie
Né le 21 octobre 1871 à Prestinone, Carlo Fornara est l'élève d'Enrico Cavalli à l'École supérieure d'art de Santa Maria Maggiore. Il passe du temps en France et en Amérique du Sud.
Carlo Fornara meurt en 1968 dans sa commune natale.